# УТБ-2
УТБ (УТБ-2) — учебно-тренировочный бомбардировщик конструкции Павла Осиповича Сухого — аналог бомбардировщика Ту-2 для учебной подготовки пилотов и штурманов.

## Назначение
Самолёт УТБ-2 был предназначен для обучения курсантов-летчиков и курсантов-штурманов в лётных и штурманских школах ВВС, а также тренировки лётного состава строевых частей бомбардировочной авиации. Дополнительно самолёт мог быть использован для обучения пилотов и штурманов в школах ГВФ, а также для буксировки учебных конусов

## Разработка
Постановлением СНК СССР от 26 февраля 1946 года и приказом НКАП от 27 апреля 1946 года был утвержден план опытного самолетостроения но 1946 год, согласно которому главному конструктору и директору завода №134 П. О. Сухому поручалось спроектировать и построить учебно-тренировочный бомбардировщик с моторами АШ-21 на базе самолета Ту-2. Первый экземпляр самолёта запланировано передать на госиспытания 1 июля 1946 года.
Самолёт УТБ с 2АШ-21 принят на вооружение 29 декабря 1946 года Постановлением Совета Министров СССР.
Для проведения испытаний приказом МАП № 282 от 4 мая 1947 года была утверждена бригада испытателей завода № 381. 7 мая 1947 года начались заводские испытания, завершившихся 14 мая. В июле-августе 1947 года в ГК НИИ ВВС прошли контрольные испытания самолеты УТБ-2 головной серии.
В 1947 году была предпринята попытка переделать самолёт в пикирующий бомбардировщик, был переделан один опытный самолёт. По результатам испытаний было принято отрицательное заключение, а все работы по переделке были прекращены в 1948 году. Опытный самолёт № 3810004 был списан в 1949 году при ликвидации КБ Сухого.

## Производство
Серийное производство самолёта было организовано на заводе № 381 НКАП. В УТБ переделывали серийные Ту-2 первых серий выпуска, поступавшие из строевых частей. Переделка одного самолёта занимала в среднем 2—3 месяца, в зависимости от технического состояния машины.

## Техническое описание

### Общая информация
Все самолёты УТБ-2 не строились с нуля, а были переделаны в заводских условиях из серийных Ту-2.
Основное отличие самолёта — это применение моторов воздушного охлаждения АШ-21 с двухлопастными воздушными винтами ВИШ-111В-38. Также переделке подверглись самолётные системы и конструкция планера, и было выполнено множество доработок по устранению конструктивно-производственных недостатков, выявленных в процессе эксплуатации Ту-2.
Самолёт эксплуатировался в двух вариантах: пилотский вариант (вариант №1) и штурманский вариант (вариант №2). В первом варианте пилот-инструктор и пилот-ученик имеют полное управление самолётом и моторами. Во втором (штурманском) варианте правая колонка управления в передней кабине и педали не ставятся. В обоих вариантах экипаж состоит из трёх человек.

### Планер
Цельнометаллический двухмоторный моноплан с разнесённым двухкилевым оперением и убираемым двухстоечным шасси с хвостовым колесом. Основной конструкционный материал конструкции планера — термообработанный анодированный дюраль марок Д6Т и Д16Т.
Весь планер самолёта УТБ, как и планер Ту-2, состоит из самостоятельных предварительно собранных агрегатов, сочленяемых в процессе сборки самолёта на заводе: носовой части фюзеляжа, центральной части фюзеляжа с центропланом, двух отъёмных частей крыла с законцовками, хвостовой части фюзеляжа с хвостовым обтекателем (коком), стабилизатора и двух килевых шайб.
Стыковка производится стальными термообработанными оцинкованными болтами (сталь 30ХГСА) через фитинги.
Центральная часть фюзеляжа герметизируется, для предотвращения попадания выхлопных газов от моторов в кабину, улучшения аэродинамики и предотвращения распространения огня при возможном пожаре.
Фюзеляж полумонококовой конструкции состоит из силового каркаса с гладкой работающей обшивкой. Состоит из носовой части фюзеляжа, центральной части, хвостовой части фюзеляжа с хвостовым обтекателем.
Силовой каркас фюзеляжа включает шпангоуты (№№ 1-44), стрингеры и лонжероны.
Обшивка фюзеляжа выполнена из листов дюраля Д16ТЛ различной толщины, два листа обшивки из АМцМЛ и один лист из стали 20АЛ0,8. Листы обшивки крепятся встык на заклёпках «впотай» Д3П.
В передней части фюзеляжа расположено рабочее место пилота и может устанавливаться либо рабочее место пилота-курсанта, либо место штурмана. Все необходимые детали для переоборудования прикладывались в одиночный комплект ЗИП на каждый самолёт.
Остекление передней кабины включает фонарь и нижнее остекление кабины из плексигласа толщиной 5-6 мм. Четыре передние стекла фонаря пилотов плоские, все остальные стёкла — гнутые.
Для входа в кабину имелся нижний входной люк 600х700 мм с откидной лесенкой. Входной люк и фонарь кабины пилотов оборудованы механизмом аварийного сброса.
Пол передней кабины (пилотов) выполнен из фанеры толщиной 10 мм.
В хвостовой части фюзеляжа расположено рабочее место радиста с радиооборудованием и рабочее место стрелка с хвостовой стрелковой точкой. Оба места используются одним членом экипажа. Для сидения имеются два откидных сидения с чашкой под парашют. Оба сиденья могут откидываться и фиксироваться в походном положении. 
Для доступа в фюзеляж снизу применялся нижний входной люк, сбрасываемый в аварийной ситуации. Фонарь стрелка состоит из средней откидной части, используемой для входа в кабину, и сдвижной задней части (т. н. «черепахи»), которая по направляющим сдвигается вперёд (по полёту), позволяя свободно пользоваться оружием. Часть самолётов не имела сдвижной части фонаря стрелка, а был установлен жёстко зафиксированный козырёк из плексигласа.
Крыло состоит из центральной части, двух отъёмных частей крыла (ОЧК) и двух концевых обтекателей крыла (законцовок). Силовой набор как центроплана, так и консолей крыла состоит из лонжеронов и нервюр. Центральная часть фюзеляжа неразъёмно состыковывается с центральной частью крыла и в таком виде является центральной частью самолёта. Угол установки крыла 2°, поперечного V крыла 7°. Законцовки на первых сериях изготавливались из деревянного каркаса с обшивкой из фанеры ФАБ1Л, затем из дюраля с обшивкой из Д16Т. Оба варианта законцовок полностью взаимозаменяемые.
На задней кромке каждой  ОЧК установлен трёхсекционный элерон со 100% весовой компенсацией. Каркас элерона дюралевый, обшивка из полотна АСТ-100.
Хвостовое оперение свободнонесущее двухкилевое, состоит из трапецевидного стабилизатора из двух половин, и двух овальных килевых шайб на законцовках. Вся конструкция хвостового оперения из дюраля, кроме обшивки половин руля высоты и двух рулей поворота — из ткани АСТ-100.
Органы управления полётом включают руль высоты из двух половин, два руля поворота, элероны на каждой консоли крыла. Левая половина руля высоты, правый руль поворота и правый элерон оборудованы триммерами с электрическим дистанционным управлением (механизмы УТ-2М, три шт.). Полные углы отклонения:
- элерон: вверх — 25°, вниз — 14°
- руль высоты: вверх — 35°, вниз — 20°
- рули поворота: ± 26°
- триммеры: ± 15°[3]

Для уменьшения взлётной и посадочной скорости самолёт был оборудован щитками с гидравлическим управлением типа «Шренк», которые навешивались на ОЧК и по всему размаху центроплана. Полный угол отклонения щитков (на посадке) 45°, на взлёте — 15°.

### Винтомоторная группа
Винтомоторная группа самолёта состоит из двух моторных установок в мотогондолах. Моторные установки монтируются под крылом в центральной его части. Капотные части мотоустановок имеют своим продолжением мотогондолы, в которые убираются стойки шасси. Правая и левая моторные установки полностью взаимозаменяемы.
Каждая моторная установка состоит из мотора АШ-21, воздушного винта, моторамы, выхлопного коллектора, капота, кока винта, всасывающего патрубка, маслорадиатора, трубопроводов и проводки управления мотором.
АШ-21 — однорядный семицилиндровый звездообразный авиационный мотор воздушного охлаждения с непосредственным впрыском топлива в цилиндры. Агрегат непосредственного впрыска топлива — насос высокого давления НВ-21 (давление впрыска 280÷300 атм). Система зажигания электроискровая, два магнето БСМ-7М и по две свечи на цилиндр типа АС-130. Для повышения высотности мотора на нём установлен одноступенчатый центробежный нагнетатель воздуха с автоматическим регулятором давления наддува РПД-21. Основные технические данные мотора:
- число цилиндров — 7
- степень сжатия — 6,4±0.1
- мощность мотора взлётная — 700 л.с. (не более 5 мин. непрерывной работы) при 2300 об/мин
- номинальная мощность на высоте 1700 м — 615 л.с.
- обороны максимальные (раскрутка на пикировании), не более 2500 об/мин в теч. не более 30 сек.
- обороты малого газа — 570 об/мин
- моторное топливо — этилированный бензин с октановым числом не менее 89 (Б-89 или 4Б-70)
- моторное масло — МС или МК
- габариты:
  - диаметр — 1260 мм
  - длина с насосом и генератором — 1372 мм
- вес сухой — 487±2 кг
- ресурс мотора — 100 часов[5]

Мотор установлен на мотораме, представляющую собой пространственную ферменную конструкцию из термообработанных хромансилевых труб. Моторама крепится к мотогондоле на семи амортизаторах — резиновых подушках. В эксплуатации мотор снимается с самолёта вместе с моторамой.
Сверху мотор закрыт капотом, состоящим из: закоковой части, переднего кольца, каркаса капота, двух боковых передних крышек, нижней крышки с туннелем маслорадиатора и задних съёмных крышек и несъёмных панелей.
Запуск мотора воздушный, для чего на самолёте смонтирована пневмосистема с рабочим давлением 50 атм. В зимнее время для запуска непрогретого мотора применяется наземный генератор паро-газовой смеси, с помощью которого возможен запуск при температурах наружного воздуха до -20°С, при этом время подготовки к запуску составляет 7-10 минут.
Управление моторами включает: управление газом, форсажем, остановом, регуляторами Р-7Е и кранами. На левом борту кабины пилотов установлен пульт управления моторами из трёх частей с общей панелью.
Воздушный винт — двухлопастной винт изменяемого шага ВИШ-111В-38 диаметром 3,4 метра, правого вращения, с автоматическим центробежным регулятором шага винта Р-7Е. С помощью сектора винта можно устанавливать стабилизированные обороты винта в пределах рабочего диапазона оборотов мотора от 2300 об/мин (малый шаг) до 1700 об/мин (большой шаг). Лопасти поворачиваются на угол от 16 до 30 градусов. Время разворота лопастей 6-7 сек (с минимального шага на максимальный). 
Винт состоит из втулки винта, двух лопастей, кока. Вес винта в сборе 102±2% кг.

### Топливная система
Для питания моторов топливом на самолёте установлены четыре сварных бензобака из материала АМц. общей ёмкостью 690 литров. Баки разделены на две группы (левая-правая), по два бака в группе.
Согласно маркировке, принятой на самолёте Ту-2, за баками сохранены их порядковые номера — это бак № 4 и бак №5.
Баки № 4 установлены в кессонах ОЧК между нервюрами 8-11, баки № 5 установлены в кессонах ОЧК между нервюрами 11-14. Баки 4-5 соединены трубопроводами. Питание моторов происходит самотёком из баков № 4. Заправочные горловины расположены на баках № 5. Для питания моторов в случае повреждений или отказов в топливной системе предусмотрена магистраль кольцевания баков (магистраль низкого давления), и магистраль кольцевания бензонасосов (магистраль высокого давления), соединяющая правые и левые баки. Датчики уровня бензина (бензиномер) установлены только в баках №4.

### Взлётно-посадочные устройства
Шасси состоит из двух одинаковых стоек (ног шасси) — правой и левой. Каждая стойка состоит из гидропневматического амортизатора, сварной вилки с колесом, подкосов, штампованной балки, траверсы, подъёмника и замка шасси. В полёте каждая стойка закрывается двумя подвижными створками.
Амортизатор с торможением на обратном ходу, заряжается сжатым воздухом до давления 15-16 кг/см² и заправляется гидравлической смесью, состоящей по объему из 40% этилового спирта и 60% очищенного от щёлочи глицерина.
На каждой стойке установлено одно тормозное колесо 900х300 мм с двухколодочным гидравлическим тормозом. Управление тормозом от педалей путевого управления пилотов. Торможение обоих колёс одновременное. В контуре торможения колёс установлен гидроаккумулятор, емкости которого гарантированно хватает на 15 полных затормаживаний колёс при полном отсутствии давления в гидросистеме самолёта.
В хвосте самолёта установлено убираемое в полёте хвостовое колесо размером 470х210 мм.  Колесо самоориентирующееся, кругового вращения, с механизмом автоматической стабилизации в нейтральном положении. В полёте убранное колесо закрывается двумя створками и фиксируется стопором.
Уборка и выпуск стоек шасси производится от гидравлической системы самолёта, в аварийных случаях возможен одноразовый выпуск шасси от воздушной системы, после чего требуется дополнительное наземное обслуживание гидроподъёмников шасси (удаление воздуха из полостей).

### Управление полётом
В варианте № 1 на самолёте может быть смонтировано два одинаковых параллельно установленных мостика управления, что позволяет вдвоём управлять самолетом пилоту-инструктору и курсанту. Оба пилота сидят плечом к плечу на одном уровне. На каждом мостике управления смонтирована колонка, штурвал и педали путевого управления. Для посадки пилотов имеются два одинаковых кресла с чашкой под парашют. Оба кресла имеют механизм регулирования по высоте.
Передача усилий на элероны, рули высоты и поворота от пилотов выполнена жёсткой, трубчатыми тягами на роликовых направляющих и качалками.
В варианте № 2 с самолёта снимается правый пост управления и правое кресло пилота, а взамен ставится кресло штурмана справа позади кресла пилота — на 79 мм и вниз — на 71 мм. Кресло штурмана по конструкции одинаково с креслом пилота.

### Гидравлическое оборудование
Также как и Ту-2, на УТБ была установлена развитая гидравлическая система, которая предназначалась для управления уборкой-выпуском стоек шасси и хвостового колеса, тормозами колёс, взлётно-посадочными щитками и створками капотов (жалюзи продува цилиндров мотора и две боковые створки). 
Рабочее давление в системе — 75-80 кг/см². Давление создаётся двумя шестерёнчатыми гидропомпами МШ-3 на моторах, с производительностью (одной помпы) 7 л/мин. В качестве аварийного средства в кабине пилотов на правом борту (шп. №№ 9-9а) был расположен ручной поршневой насос РП-3 (или помпа «агрегат 266»). 
В качестве рабочей жидкости применялась спирто-глицериновая смесь в объеме 32-35 литров, из которых примерно 15-16 литров находилось в гидробаке (сварная ёмкость из АМцП). Гидравлическая жидкость — это смесь этилового спирта с удельным весом 0,81 и глицерина с удельным весом 1,26 в соотношении 1/1 по объёму. При зимней эксплуатации количество глицерина уменьшалось до объёмных 40% и добавлялось 10% дистиллированной воды.
Для управления работой гидросистемы на левом борту кабины пилотов было установлено два гидропульта: пульт гидроприводов шасси и щитков, и пульт управления створками моторов.
Для наземных проверок без запуска моторов на правом борту фюзеляжа между шпангоутами 10 и 11 была установлена панель питания гидросистемы от наземной помпы.  

### Электрооборудование
Бортовая сеть самолёта централизованная, постоянного тока на напряжение 27 вольт, двухпроводная с минусом на массе.
Источники электроэнергии в полёте — два генератора постоянного тока ГСК-1500А и аккумуляторная батарея 12-А-30 нормальной ёмкостью 27 ампер-часов (при постоянном токе разряда 3 ампера). Оба генератора в полёте работают параллельно на общую сеть. Аккумуляторная батарея питает сеть при неработающих генераторах, а в полёте она сглаживает броски напряжения при перекоммутации потребителей сети.  
Генератор ГСК-1500А — это четырёхполюсная динамомашина постоянного тока с шунтовым возбуждением. Отдаваемая мощность одного генератора при номинальных оборотах мотора не более 1000 вт., при напряжении в диапазоне 26,5-28,5 вольт и разности токов при параллельной работе генераторов не более 12 ампер. Каждый генератор работает в паре с регуляторной коробкой РК-1500А. Для устранения помех радиоприёму после регуляторных коробок установлены сетевые фильтры. 
Аккумулятор установлен в теплоизолированном контейнере в фюзеляже, шп. №№ 20-21. Генераторы установлены на моторах.
Распределительная сеть самолёта централизованная. На левом борту носовой части фюзеляжа (шп. 9-9а) установлен центральный распределительный щит ЦРЩ с коробкой предохранителей. Также на самолёте имелись электрощитки: пилотов, радиста и стрелка. Для аварийного обесточивания сети служит аварийный рубильник у пилота и у стрелка, на самолетах после серии № 0904 рубильник заменён контактором К-100А. Для подключения наземного источника электроэнергии на левом борту самолёта имелась розетка аэродромного питания. 
Вся бортовая сеть самолёта выполнена проводом марки ЛПРГС сечением от 0,75 до 16 мм². Для удобства эксплуатации она разбита на фидеры.
На самолёте УТБ, также как и на Ту-2, широко применяется металлизация, то есть электрическое соединение всех металлических частей самолёта в единую электроцепь с малыми переходными сопротивлениями, что способствует свободному перетеканию накапливающего в полёте статического электричества и заметному улучшению работы радиоаппаратуры. Перемычки металлизации изготовлены из медных обслуженных плетёнок и установлены на всех тягах, качалках, трубопроводах, рулях, подвижных элементах обшивки, люках и т.п.  

### Радио и радионавигационное оборудование
Радиосвязное оборудование включает две радиостанции: РСИ-6 (РСИ-6К) и РСБ-3бис АД, а также самолётное переговорное устройство СПУФ-4бис.
Станция РСИ-6 служит для двусторонней связи самолётов между собой в группе и для связи с аэродромом. При полёте на высоте 1000 м обеспечивалась связь с наземной радиостанцией 11-АК или РАФ-КВ3 до 110 км. 
Станция РСБ-3бис АД является коротковолновой приемопередающей станцией радиотелефонной и радиотелеграфной связи.
Радионавигационное оборудование состояло из радиополукомпаса РПК-2М и радиовысотомера РВ-2.
Для обеспечения работы радиооборудования на самолёте применялись радиомачта и тросовое антенное устройство между кабиной пилотов и килями самолёта. 

### Приборное, фото, кислородное и др. оборудование
На самолёте было две приборные доски — в кабине пилотов и у радиста. Обе доски установлены на амортизаторах типа «Лорд». Освещение досок лампами ультрафиолетового облучения.
Пилотажно-навигационные приборы:
- авиагоризонт АГП
- высотомер ВД-12
- указатель скорости УС-800
- указатель поворота УП-2
- вариометр ВАР-30
- индикатор курса РПК-2
- компас ГМК-2
- часы АВР
- и др.

На с-те устанавливалось два магнитных компаса: один в кабине для штурмана, а второй в носу для бомбометания.
Гироскопическая группа приборов (АГП-2, ГМК-2 и УП-2) питалась за счёт перепада давления 90 мм. рт. ст., создаваемого за счёт отбора воздуха от нагнетателей левого и правого моторов. Для наземных проверок по правому борту самолёта имелся штуцер подключения установки наземного питания гироприборов. 
Навигационный оптический бортовой визир АБ-52 устанавливался по правому борту и предназначался для определения углов сноса, средней путевой скорости и определения девиации магнитного компаса.
Ввиду высоких погрешностей магнитных компасов А-4 и ГМК-2 на самолёте применялся дистанционный потенциометрический компас ПДК-45, установленный внутри правой консоли крыла между нервюрами 15-16. Репитеры (дистанционные указатели) этого компаса устанавливались: один на приборной доске лётчика, второй у штурмана.
Приборы винто-моторной группы:
- два мановакуумметра МВ-160
- два электрических тахометра ТЭ-45
- термоэлектрические термометры головок цилиндров ТЦТ-9. Термопары (термоэлектрические датчики) установлены под пятыми цилиндрами моторов.
- бензиномер БЭ-346 с поплавковым реостатным датчиком
- два термометра выходящего масла ТМЭ-45
- два манометра давления масла ЭДМУ-15
- два манометра давления бензина ЭДМУ-3
- и др.

Фотооборудование:
Включает аэрофотоаппарат для планового и перспективного фотографирования и контроля бомбометания АФА-ИМ с командным прибором КПИ-2. Фотоустановка смонтирована внутри хвостовой части фюзеляжа на полу (шп. №№ 33-34). Для ведения фотосъемки в фюзеляже снизу имеется фотолюк (вырез), закрытый двумя створками с электроприводом. Командный прибор фотоаппарата смонтирован на правом борту кабины шп. 5-6.
Кислородное оборудование позволяло экипажу выполнять полёт на высотах от 4 до 10 тыс. метров. Запас кислорода хранился в трёх кислородных баллонах ёмкостью три литра, с давлением зарядки 150 атм (при температуре +20 градусов). Для дыхания экипажа на борту было три кислородных прибора КП-14 (лёгочных автомата). КП-14 регулирует подачу газовой смеси автоматически в зависимости от высоты полёта и от фаз дыхания человека.

### Световое оборудование
- парные аэронавигационные огни АБ-42 — на каждой законцовке верхний и нижний огонь; хвостовой огонь ХС-39
- две выдвижные фары ФСВ-200 на крыле
- светильники ультрафиолетового облучения УФО с реостатами подсвета светомассы приборных досок
- лампы освещения рабочих мест и подсвета приборов — шарнирные лампы освещения кабин, плафоны освещения, лампы подсвета
- лампы подсветки створок охлаждения моторов (на мотогондолах)

Для резерва внутрисамолётной связи между членами экипажа на с-те применяется т.н. «трёхцветная сигнализация» — по три цветные лампы на каждом рабочем месте: красная, белая и зелёная, и соотв., по три кнопки аналогичных цветов.

### Вооружение
Вооружение самолёта включает: четыре бомбодержателя внешней подвески бомб с замками ДЗ-40, смонтированные в центральной части фюзеляжа; бомбовых прицелов НКПБ-1Д, ОПБ-1Д и ПБП-1 для бомбометания; электросбрасывателя ЭСБР-6 и механического дублирующего сбрасывателя АСИ-140; верхней стрелковой установки ВУБ-68; установки для буксировки конусов; ФКП ПАУ-22 для контроля бомбометания и контроля ведения учебной стрельбы. Боевая нагрузка самолёта в варианте отработки боевого применения составляет 210,2 кг — 4 бомбы по 50 кг и 60 патронов к пулемёту; сигнальные ракеты.

## Лётно-технические характеристики[8]
Основные технические данные:
- длина самолёта:13,985 м
- размах крыла: 18,86 м
- высота на стоянке: 4,45 м
- площадь крыла: 48,8 м²
- удлинение крыла: 7,3
- колея шасси: 5,4 м

Моторы:
- 2хАШ-21
- высотность моторов: 1700 м
- взлётная мощность мотора[9]: 700 л.с.
- номинальная мощность мотора у земли: 570 л.с.
- номинальная мощность мотора на высоте 1700 м: 615 л.с.

Весовые и загрузочные данные:
- вес пустого самолёта[10]: 5516 кг
- полётный вес[11]: 6686 кг
- экипаж: три человека
- топливо: 503 кг (680 литров)
- бомбовая нагрузка: 200 кг (макс. 4 бомбы)

Лётные данные:
- максимальная скорость на высоте 2100 м: 391[12] км/ч
- максимальная скорость у земли: 360 км/ч
- практический потолок: 7000 м
- время подъёма на высоту 3000 м: 8,5 мин
- дальность полёта при скорости 240 км/ч на высоте 2000 м: 940 км
- длина разбега: 420 м
- скорость отрыва: 140-143 км/ч (в зависимости от взлётного веса)
- посадочная скорость: 125 км/ч
- длина пробега[13]: 415 м

Вооружение:
- бомбовое: 4 бомбодержателя внешней подвески на 100 кг каждый, максимальная загрузка самолёта не более 200 кг
- стрелковое: верхняя стрелковая установка ВУБ-68, пулемёт УБТ с боезапасом 60 патронов
- др. оборудование: две кассеты КАС-49 под парашютные ракеты ПАР-4; ракетный пистолет ОПП-2 с патронташем на 14 сигнальных ракет